# Esquimautage
L'esquimautage désigne l'opération de redresser un kayak chaviré. 

## Description

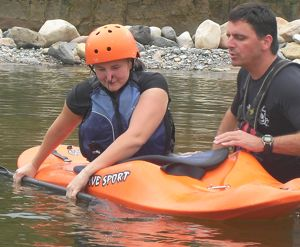
Apprentissage de la technique

Esquimauter permet au kayakiste de reprendre sa navigation sans quitter son bateau, c'est-à-dire sans y laisser entrer de l'eau. Cette technique est impérative pour les Inuits qui ne peuvent envisager de nager dans les eaux glacées de l'Arctique. Elle est indissociable de la pratique du kayak pour la chasse.
La technique d'esquimautage a été popularisée en Europe par Marcel Bardiaux, ancien champion de France de kayak qui a redécouvert cette technique et esquimauté pour la première fois en 1932. Paul-Émile Victor, ethnologue et dessinateur, rapporte de ses explorations arctiques (1934-1936) des descriptions et des dessins.
Il existe de très nombreuses techniques pour esquimauter. Parmi les plus courantes dans les pratiques sportives et récréatives modernes : 
- méthode latérale
- méthode centrale
- méthode Pawlata

Le principe de base consiste à faire coïncider un mouvement de pagaie qui donne un appui sur l'eau, et un mouvement du corps (principalement autour du bassin) qui fait tourner le bateau vers sa position redressée.
La méthode Pawlata est une adaptation aux pagaies modernes d'une technique d'esquimautage traditionnelle. Les Inuits ont en effet développé tout un répertoire de figures pour pouvoir esquimauter dans différentes configurations en chasse, les instruments pouvant 
interférer avec les mouvements du chasseur. Il semble que la plus grande richesse de techniques soit répertoriée au Groenland. On peut citer entre autres :
- couché sur l'arrière
- couché sur l'avant (storm roll)
- les bras croisés
- la pagaie derrière la nuque
- en godille
- sans pagaie (avec propulseur de harpon)
- sans pagaie (avec la main)
- avec le tronc (bras croisés le long du corps)

Au-delà de ces figures d'esquimautage, un ensemble de techniques de godille ont été développées afin d'explorer le champ des positions intermédiaires entre la position droite et la position retournée : kayak en équilibre sur la tranche. On peut ainsi 
atteindre certaines positions de repos, la tête hors de l'eau.

## Compétition
L'esquimautage est rarement observé dans les disciplines que le grand public connaît du canoë-kayak : la course en ligne et le slalom, disciplines olympiques. Le fait de chavirer puis d'esquimauter n'est, la plupart du temps, pas pénalisant en compétition, outre la perte de temps que cela implique. Selon les disciplines considérées, l'esquimautage possède cependant des réglementations particulières, dont les plus notables sont les suivantes :
- en kayak-polo, où il est très fréquent, l'esquimautage à l'aide du ballon est autorisé ; il est par ailleurs interdit de tenter d'empêcher un adversaire d'esquimauter
- en kayak ou canoë slalom, le franchissement d'une porte bateau retourné entraîne 50 secondes de pénalité, sauf si l'embarcation la repasse à l'endroit avant la prochaine porte[2]
- en kayak-cross, nouvelle discipline olympique en 2024, l'esquimautage est un passage obligé dans une zone déterminée[3].

- quelle que soit la discipline, le franchissement de la ligne d'arrivée (le cas échéant) doit se faire dans son embarcation, la tête hors de l'eau